# Manoncourt-en-Woëvre
Manoncourt-en-Woëvre és un municipi francès situat al departament de Meurthe i Mosel·la i a la regió del Gran Est. L'any 2007 tenia 209 habitants.

## Demografia

### Població
El 2007 la població de fet de Manoncourt-en-Woëvre era de 209 persones. Hi havia 76 famílies, de les quals 12 eren unipersonals (4 homes vivint sols i 8 dones vivint soles), 32 parelles sense fills i 32 parelles amb fills.
La població ha evolucionat segons el següent gràfic:
Habitants censats

### Habitatges
El 2007 hi havia 84 habitatges, 80 eren l'habitatge principal de la família, 2 eren segones residències i 2 estaven desocupats. 83 eren cases i 1 era un apartament. Dels 80 habitatges principals, 72 estaven ocupats pels seus propietaris, 6 estaven llogats i ocupats pels llogaters i 2 estaven cedits a títol gratuït; 4 tenien tres cambres, 10 en tenien quatre i 66 en tenien cinc o més. 65 habitatges disposaven pel capbaix d'una plaça de pàrquing. A 34 habitatges hi havia un automòbil i a 38 n'hi havia dos o més.

### Piràmide de població
La piràmide de població per edats i sexe el 2009 era:
| Homes | Edats   | Dones |
| ----- | ------- | ----- |
| 0     | 95 o +  | 0     |
| 0     | 90 a 94 | 0     |
| 0     | 85 a 89 | 4     |
| 0     | 80 a 84 | 0     |
| 0     | 75 a 79 | 8     |
| 0     | 70 a 74 | 0     |
| 8     | 65 a 69 | 4     |
| 8     | 60 a 64 | 8     |
| 4     | 55 a 59 | 8     |
| 4     | 50 a 54 | 8     |
| 8     | 45 a 49 | 8     |
| 16    | 40 a 44 | 4     |
| 4     | 35 a 39 | 12    |
| 4     | 30 a 34 | 4     |
| 12    | 25 a 29 | 8     |
| 0     | 20 a 24 | 8     |
| 12    | 15 a 19 | 8     |
| 8     | 10 a 14 | 0     |
| 4     | 5 a 9   | 4     |
| 0     | 0 a 4   | 4     |

## Economia
El 2007 la població en edat de treballar era de 134 persones, 93 eren actives i 41 eren inactives. De les 93 persones actives 91 estaven ocupades (49 homes i 42 dones) i 2 estaven aturades (2 homes). De les 41 persones inactives 22 estaven jubilades, 12 estaven estudiant i 7 estaven classificades com a «altres inactius».

### Ingressos
El 2009 a Manoncourt-en-Woëvre hi havia 82 unitats fiscals que integraven 219 persones, la mediana anual d'ingressos fiscals per persona era de 18.133 €.

### Activitats econòmiques
Dels 10 establiments que hi havia el 2007, 3 eren d'empreses de fabricació d'altres productes industrials, 1 d'una empresa de construcció, 3 d'empreses de comerç i reparació d'automòbils, 1 d'una empresa de serveis i 2 d'empreses classificades com a «altres activitats de serveis».
Dels 2 establiments de servei als particulars que hi havia el 2009, 1 era una funerària i 1 taller de reparació d'automòbils i de material agrícola.
L'any 2000 a Manoncourt-en-Woëvre hi havia 6 explotacions agrícoles que ocupaven un total de 552 hectàrees.

## Poblacions més properes
El següent diagrama mostra les poblacions més properes.